# 拉本霍尔茨
拉本霍尔茨（德語：Rabenholz）是德国石勒苏益格－荷尔斯泰因州的一个市镇。总面积5.80平方公里，总人口291人，其中男性141人，女性150人（2011年12月31日），人口密度50人/平方公里。